# Forteresse de Vladivostok
La forteresse de Vladivostok (en russe : Владивосто́кская кре́пость, Vladivostokskaïa krepost) est un système de fortifications construit de 1889 à 1918 dans la ville primorienne de Vladivostok, en Extrême-Orient russe, et dans ses environs. Elle fait aujourd'hui partie du musée d'histoire de l'Extrême-Orient Vladimir K. Arseniev, et est classée comme objet patrimonial culturel d'importance fédérale depuis 1995. 

## Histoire

### Empire russe
En 1889, la ville de Vladivostok, fondée seulement 19 ans plutôt, fut déclarée place forte, et ainsi une forteresse commença à être construite. Le coût de la construction s'élevait à 98 milliards de roubles-or, une somme importante pour l'époque. La construction permit la création d'un téléphérique, d'un aérodrome, de nombreux morts et batteries et un réseau de souterrain important.
Lors de la construction, les leçons de la guerre russo-japonaise ont été prises en compte, de sorte qu'elle est la plus fortifiée de toutes les forteresses construites à cette époque. En effet, lors de cette guerre, la ville de Port-Arthur était tombée aux mains des Japonais. La construction de la forteresse a été interrompue alors que la structure était achevée aux deux tiers environ, en raison de l'influence perturbatrice de la Première Guerre mondiale et de la révolution d'Octobre. Pendant la Première Guerre mondiale, le matérial de la forteresse fut envoyée au front européenn. 

### URSS
Elle a été liquidée en 1923 à la suite d'un accord entre la RSFS de Russie et l'empire du Japon en raison de la démilitarisation de la région à la suite de la guerre civile russe. Néanmoins, elle a été réactivée au début des années 1930 avec la construction de la batterie Vorochilov sur l'île Rousski alors que la guerre approchait avec l'empire du Japon.

### Aujourd'hui
Le 30 octobre 1996, le musée de la forteresse de Vladivostok, consacré à l'histoire de la forteresse, a été inauguré là où se trouvait la batterie sans nom. Le fort numéro 7 a été loué et transformé en musée. La batterie Paul Mortirnaïa est louée par les cosaques de l'Oussouri. Le 23 décembre 2019, le musée de la forteresse a reçu le statut fédéral, et le 23 avril 2022, il fusionne avec le musée Arseniev pour donner le musée d'histoire de l'Extrême-Orient Vladimir K. Arseniev,.

## Galerie

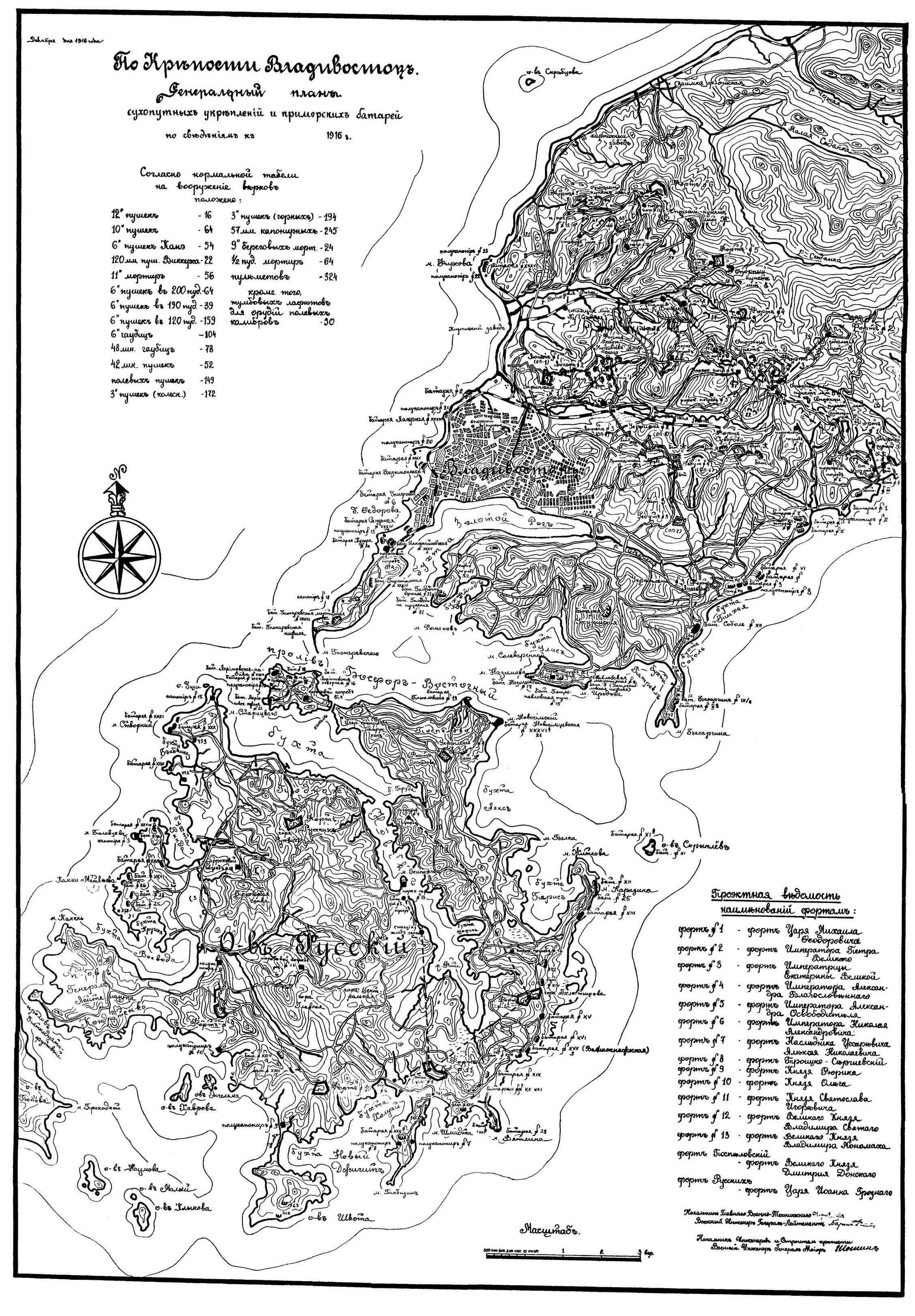
Carte des fortifications.
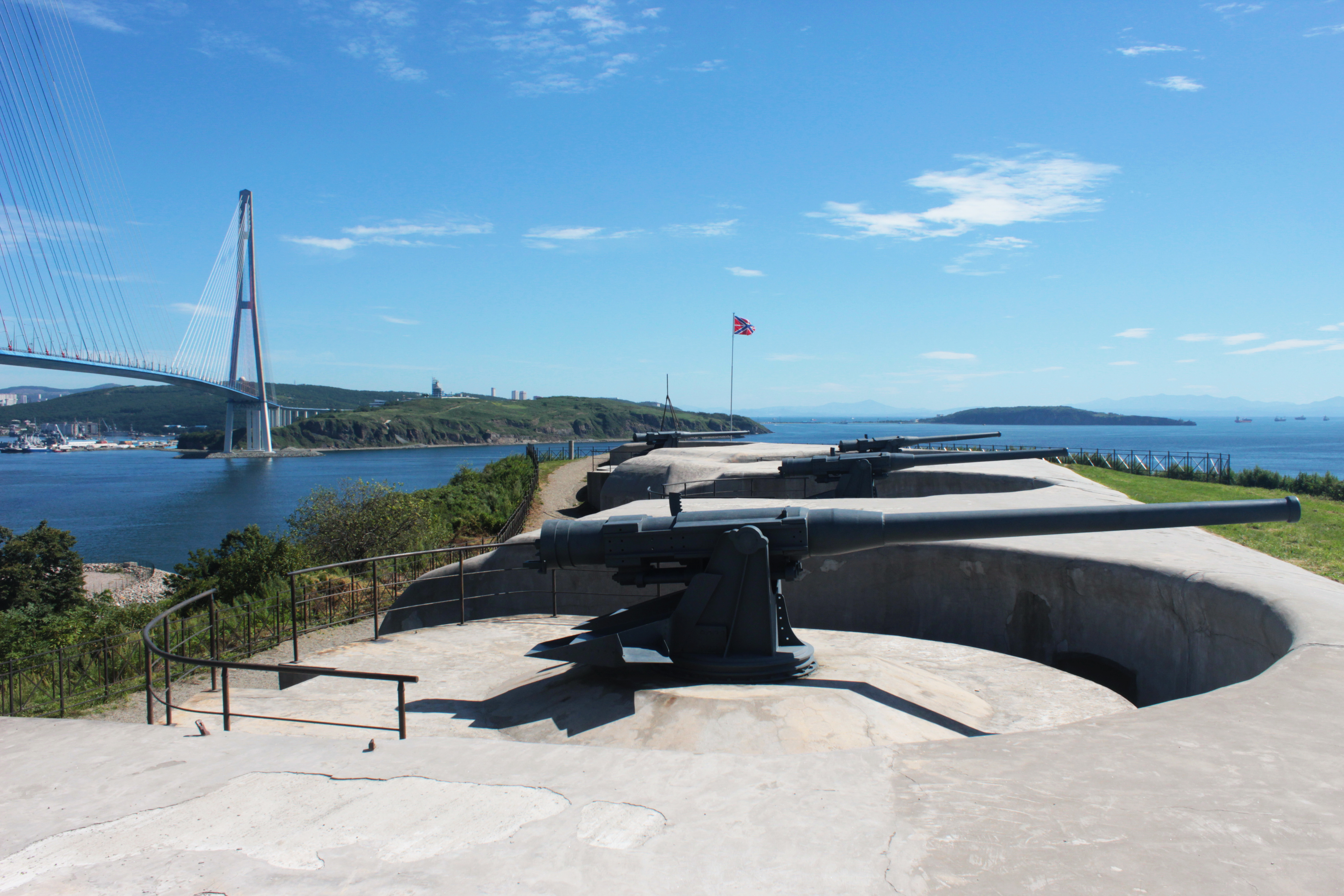
Batterie novossiltsevskaïa.
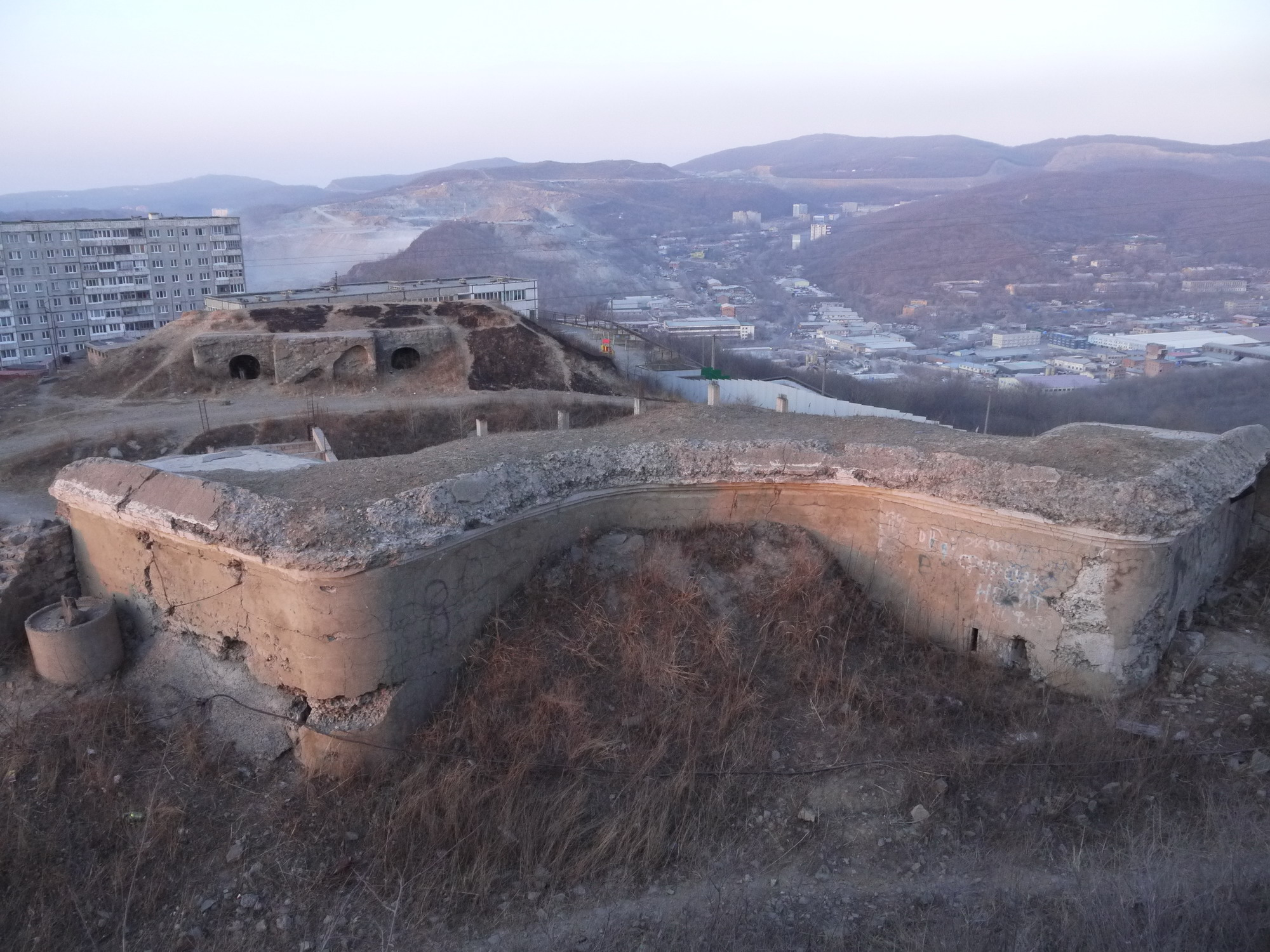
Fortification n°2.
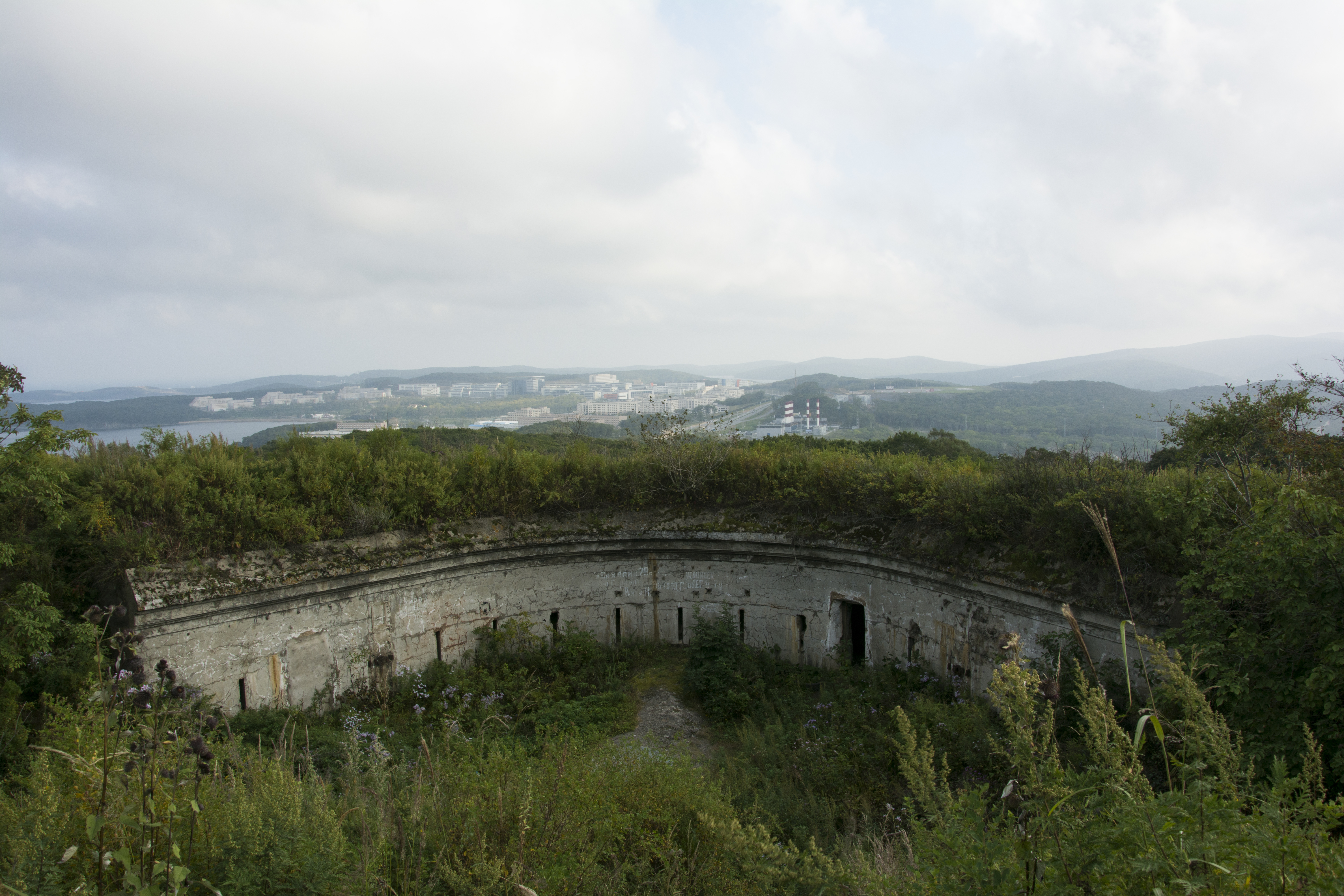
Fort Pospelova, sur la péninsule de Sapiorny.